# 二軒屋町
二軒屋町（にけんやちょう）は、徳島県徳島市の町名。東富田地区に属している。二軒屋町一丁目から二軒屋町三丁目まで存在する。郵便番号は〒770-0928。
- 人口：354人（2010年1月。徳島市の調査より）
- 世帯数：166世帯（同上）

## 地理
徳島市の東部、市街地の南西部に位置。西は眉山東部の勢見山麓に続く。
地内中央を南北に国道438号が通り、二軒屋通りと通称される商店街となっている。勢見山麓と国道に沿って南北に延びる地域。かつては旧土佐街道に沿って、多数の商家が発展した。

### 山岳
- 眉山
- 勢見山

## 歴史
江戸時代から現在に続く町名。昭和16年からは一丁目から三丁目がある。江戸期は徳島城下の町人町のひとつで、明治22年からは徳島市の町名となる。城下の南端、眉山東部の勢見山南東山麓に位置する。
町名の由来は、古来当地に人家が二軒しか存在しなかったことから名付けられたと伝わる（徳島わが町）。

## 施設

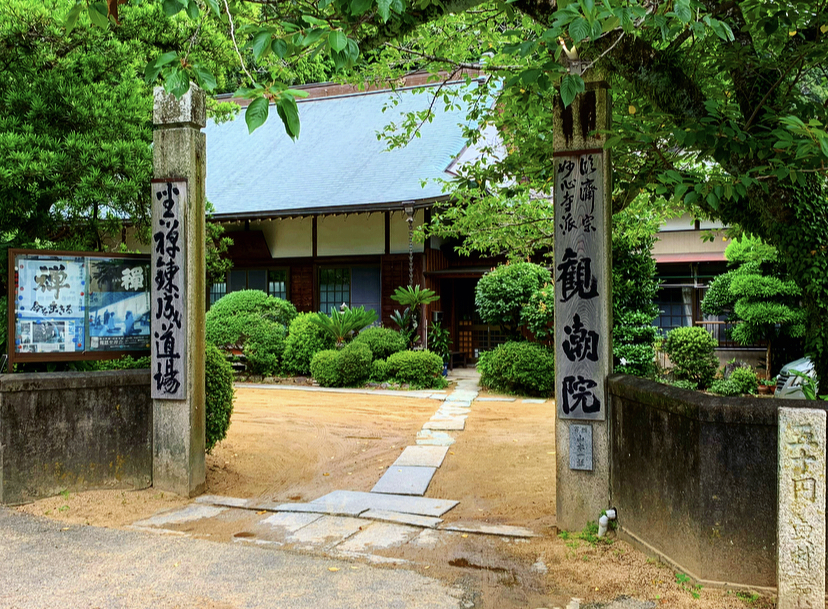
観潮院

- 忌部神社
- 観潮院
- オッパショ石
- 勢見山古墳（ササキの抜け穴）
- 二軒屋郵便局

## 交通

### 道路
一般国道
- 国道438号（二軒屋通り）

都道府県道
- 徳島県道136号宮倉徳島線

### バス
徳島バス・徳島市営バス
- 二軒屋町二丁目
- 二軒屋町三丁目